# Llallaguita
Llallaguita ist eine Ortschaft im Departamento Potosí im Hochland des südamerikanischen Andenstaates Bolivien.

## Lage im Nahraum
Llallaguita liegt in der Provinz Rafael Bustillo und ist der elftgrößte Ort des Ayllu Chayantaka. Llallaguita liegt auf einer Höhe von 3736 m in der Cordillera Azanaques am Oberlauf des Río Chusicani, der über den Río Wiscani und den Río Cholluquiri zum Río Ventilla hin fließt.

## Geographie
Llallaguita liegt östlich des bolivianischen Altiplano im nördlichen Abschnitt der Cordillera Central. Die Vegetation ist die der Puna, das Klima ein typisches Tageszeitenklima, bei dem die mittleren täglichen Temperaturschwankungen deutlicher ausfallen als die jahreszeitlichen Schwankungen.
Die Jahresdurchschnittstemperatur der Region liegt bei 9 °C, die Monatsdurchschnittswerte schwanken zwischen knapp 5 °C im Juni/Juli und 11 °C von November bis März (siehe Klimadiagramm Uncía). Der Jahresniederschlag beträgt 370 mm und fällt vor allem in den Sommermonaten, die aride Zeit mit Monatswerten von maximal 10 mm dauert von April bis Oktober.

## Verkehrsnetz
Llallaguita liegt in einer Entfernung von 129 Straßenkilometern südöstlich von Oruro, der Hauptstadt des benachbarten Departamentos Oruro.
Von Oruro führt die asphaltierte Nationalstraße Ruta 1 in südlicher Richtung 22 Kilometer über Vinto nach Machacamarquita, acht Kilometer nördlich von Machacamarca gelegen. In Machacamarquita zweigt die Ruta 6 in südöstlicher Richtung ab und erreicht über Huanuni und über Passhöhen von mehr als 4500 m nach 79 Kilometern die Stadt Llallagua. Von dort führt die Ruta 6 weitere sieben Kilometer in die Provinzhauptstadt Uncía. Hier zweigt eine unbefestigte Landstraße nach Osten ab und erreicht nach 17 Kilometern Chayanta und vier Kilometer weiter nördlich Llallaguita.

## Bevölkerung
Die Einwohnerzahl des Ortes ist in dem Jahrzehnt zwischen den beiden letzten Volkszählungen um etwa ein Zehntel angestiegen:
| Jahr | Einwohner         | Quelle       |
| ---- | ----------------- | ------------ |
| 1992 | keine Detaildaten | Volkszählung |
| 2001 | 202               | Volkszählung |
| 2012 | 221               | Volkszählung |
| 2024 |                   | Volkszählung |

Die Region weist einen deutlichen Anteil an Quechua-Bevölkerung auf, im Municipio Chaquí sprechen 95,6 Prozent der Bevölkerung Quechua.